# Ismael Rescalvo
Ismael Rescalvo Sánchez (n. Valencia, España; 2 de marzo de 1982) es un exfutbolista y entrenador de fútbol español del Barcelona SC de la Serie A de Ecuador.

## Trayectoria

### Como jugador
Se desarrolló como defensa central y también como medio centro defensivo.
Fue un jugador de complexión fuerte, con gran juego aéreo y conocimientos tácticos destacables, que permitían incidir mucho en el control del juego y del partido por parte de sus equipos.
Formado en la cantera de la UD Massamagrell, pasó a jugar en las categorías inferiores del Levante UD. Siendo capitán en ambas entidades de reconocido prestigio.
Jugó en los mejores equipos de 3.ª división de la comunidad valenciana.

### Como entrenador
Después de retirarse como jugador tras una grave lesión de rodilla, se dedicó a continuar especializándose en sus estudios para formarse como entrenador de primer nivel junto con su hermano gemelo Juan. A día de hoy, ambos son reconocidos internacionalmente como grandes metodistas en la tecnificación futbolística.
Tras una gran campaña a nivel nacional en las categorías inferiores del Torre Levante, y habiendo implantado una de las metodologías de cantera más avanzadas del fútbol valenciano, se hace cargo del primer equipo del Torre Levante C.F.. Club modesto que logra estabilizar y hacer crecer muy por encima de su humilde presupuesto y de sus limitadas posibilidades.
Envigado Fútbol Club
En 2016, Rescalvo llega al Envigado Fútbol Club después de dirigir 4 temporadas con mucho éxito en el CF Torre Levante,en el que estuvo muy cerca de jugar una promoción a 2.ªb, En el primer semestre a cargo de Envigado F.C. 2016-2, consigue la 2.ª mejor puntuación en la historia de la institución en torneos cortos con 32 puntos, destacando victorias de visitante ante deportivo Independiente Medellín, Tolima o empates ante At. Nacional y Junior, quedándose a 1 gol en Golaverage de entrar en los cuartos de final, potenció y proyectó a grandes jóvenes de la cantera de héroes como Cristian Arango, Jorge Segura, Yairo Moreno, Duván Vergara o Bryan Rovira entre otros. 
En el 2.º torneo con envigado 2017-1 consiguió estabilizar el rendimiento deportivo del club y así alejarlo del cociente del descenso. En el 3.er torneo a cargo del equipo naranja 2017-2 Comienza el torneo y en la fecha 4 recibe una propuesta del Deportivo Independiente Medellín aceptándola y marchándose al "Poderoso de la Montaña", uno de los grandes clubes del país cafetero.  
Deportivo Independiente Medellín
Se incorpora al DIM en el semestre 2017-2 ya comenzado El torneo, tras los malos resultados del equipo a Cargo de Juan José Peláez, se hace cargo del equipo. Consigue alcanzar la final de Copa Colombia contra Junior de barranquilla, quedando vicecampeón tras Empatar a 1-1 en Medellín y perder 2-0 en Barranquilla. 
En el segundo semestre a cargo del poderoso de la Montaña, 2018-1 consigue quedar 2.º en la tabla acumulada con 35 puntos y clasificar a cuartos de final de la liga, el rival de cuartos sería junior de Barranquilla eliminándolo, ganando en Barranquilla 0-1 y empatando 2-2 en Medellín, clasificando así a semifinales.
En el partido de ida de semifinales contra Tolima, el resultado fue 1-0 a favor del equipo local y ya en el partido de vuelta en Medellín, consiguió empatar la eliminatoria ganando 1-0 y alcanzar la tanda de penaltis, el conjunto de Ibagué conseguiría imponerse y de esta manera privó al DIM de jugar otra final. Tras finalizar el semestre, Ismael decidió no continuar Tras no llegar a un acuerdo con la directiva del "Poderoso de la Montaña".

#### Independiente del Valle
Ismael se incorpora al equipo de Sangolquí para el segundo semestre del año 2018, equipo que venía con malos resultados desde el inicio de año.
Ese semestre tras un gran comienzo de etapa consigue resultados extraordinarios y tras remontar 19 puntos, a su llegada consigue clasificar al equipo para disputar la copa sudamericana 2019, haciendo debutar, proyectando y consolidando a grandes jugadores de la institución como Moisés Ramírez, Stiven plaza, Gonzalo Plata, Jeghson Méndez, Alan Franco o Ángelo preciado en el inicio de la 1º etapa del 2019 consigue ser líder indiscutido e invicto del torneo hasta la fecha 13 y avanzando en la 1º eliminatoria de copa sudamericana superando al equipo argentino Unión de Santa Fe.
En ese momento llega la propuesta de C.S. Emelec, pagando la cláusula de rescisión al equipo de Sangolquí. El equipo del valle alcanzaría el título de la Copa Sudamericana. Su salida de Independiente del Valle fue duramente criticada por el presidente del club, Michel Deller, que al ganar la Sudamericana aseguró "Ind. del Valle no hubiese llegado a semifinales de la Sudamericana con Ismael Rescalvo".

### Club Sport Emelec
Se incorpora ya comenzada la temporada a C.S. Emelec. En su primer partido a cargo del equipo, en Copa Libertadores, el equipo de Guayaquil tenía que conseguir la victoria en Brasil ante cruceiro para poder avanzar a octavos de final de la competición, Emelec gana con una victoria histórica por 1-2, clasificando de esa manera a octavos de final de Copa Libertadores. El rival de esa eliminatoria sería Flamengo, en el partido de ida disputado en Guayaquil, Emelec se Impondría a Flamengo 2-0, ya en el partido de vuelta disputado en Río de Janeiro, el equipo brasileño empata La eliminatoria, jugándose el pase a cuartos de final de la competición en los penaltis, Flamengo acabaría imponiéndose y ganando la competición contra River Plate en Lima- Perú. Ese mismo año el equipo dirigido por Ismael, Conseguiría también una goleada histórica en el clásico del astillero ante Barcelona Sporting Club de visitante por 0-3, también logrando clasificar al equipo a cuartos de final de liga pro y alcanzado las semifinales de Copa Ecuador.
En el año 2020 con la pandemia de por medio acabaría la 1ª etapa consiguiendo el 5.º lugar de la clasificación. En el segundo semestre de ese mismo año quedó en 2.º lugar luchando por ganar la etapa con Barcelona hasta las últimas fechas.
El segundo año en el equipo millonario, 2021 comenzaría con un gran arranque, compaginando liga profesional y fase de grupo de Copa Sudamericana.
El 19 de julio de 2021 consigue ser el ganador de la 1ª etapa con 34 puntos de liga profesional consiguiendo de esta manera jugar la final y fase de grupos de Copa Libertadores del año 2022, además el equipo dirigido por Ismael acabaría el año siendo el mejor equipo del torneo consiguiendo el 1.er lugar en la tabla acumulada con 64 puntos.
En copa sudamericana hace un gran papel consiguiendo 10 puntos en la fase de grupos quedando 2.º grupo.
Emelec jugaría la gran final de liga ante precisamente Independiente del Valle, el 5 de diciembre se jugó la ida en Sangolquí con victoria para el equipo local 3-1 y en el partido de vuelta disputado en Guayaquil una semana después, Emelec e IDV empatarían 1-1, consiguiendo el vicecampeonato de liga.
El año 2022 comienza con la disputa de la etapa 1 y fase de grupos de Copa Libertadores, el liga pro terminaría 5.º lugar y en fase de grupos compartiendo con Palmeiras, Deportivo Táchira e Independiente Petrolero, destacando la máxima goleada en la historia del club. En torneo internacional como local 7-0 contra petrolero y también como visitante 1-4 contra Deportivo Táchira.
El equipo consigue clasificar para octavos de final de la máxima competición internacional en Sudamérica nuevamente de la mano de Rescalvo.
El segundo semestre del año comenzaría con la disputa de octavos de final de Copa Libertadores ante el At. Mineiro, en el partido de ida disputado en el estadio Capwell el resultado sería de 1-1. Ya en la vuelta disputada en Belo Horizonte, el equipo brasileño se acabaría imponiendo con el resultado ajustado de 1-0 avanzando así a lo cuartos de final de la competición.
En la segunda etapa de liga pro, el equipo dirigido por Ismael terminaría en 4.º lugar. En diciembre de 2022 y tras 3 años y medio comandando el club, termina su vínculo con el equipo ecuatoriano. Ismael Rescalvo se despide de Emelec en su decepcionante era de 1.271 días no tiene títulos como entrenador de Emelec. 
The Strongest
Ismael se incorpora para la temporada 2023 a The Strongest para disputar tanto la Liga Tigo, Copa Tigo así como fase de grupos de Copa Libertadores. En El Tigre consigue un comienzo de liga perfecto,
Invicto hasta la fecha 13 de Liga Tigo y líder indiscutido de la competición sacándole 8 puntos al 2.º clasificado y también manteniendo el liderato en la copa Tigo.
En la competición internacional comienza la andadura con una deslumbrante victoria de local ante River Plate por el marcador de 3-1 en la fecha 2 se enfrentó en Maracaná a Fluminense, perdiendo por la mínima y dejando una gran impresión, fluminense acabaría el año coronándose campeón de la competición más importante de América.
A mediados del mes de mayo, recibe una propuesta para incorporación inmediata a Mazatán F.C, pagando el equipo mexicano la cláusula de rescisición que tenía con el tigre. 
En mayo de 2024, inició su segunda etapa en The Strongest.
The Strongest 2024
El 5 de Mayo tras el llamado del club paceño para reconducir al equipo, inicia la segunda etapa en la institución, se hace cargo hasta final de temporada, inicia la competición ganando los dos siguientes partidos de fase de grupos de Conmebol Libertadores ante Estudiantes de la plata y Huachipato, clasificando de esta manera y de forma histórica como primero de grupo a los 1/8 de final de la copa, en el cual enfrentaría a Peñarol. El equipo Uruguayo ganaría la eliminatoria, accediendo de esta manera a los cuartos de final de la máxima competición internacional.
En el torneo clausura, comienza junto a Bolívar encabezando la clasificación desde las primeras jornadas todo el campeonato, disputando liderato y el título de liga, finalmente tras las 30 jornadas del torneo, queda subcampeón del clausura con 60 puntos.
Mazatlán F.C.
Se incorpora al equipo cañonero para el torneo apertura 2023, con el objetivo de mejorar los resultados deportivos de la institución. En ese primer torneo, consigue la mejor puntuación de la historia de la organización con 22 puntos, alcanzando el 10.º lugar y clasificando al equipo al Play In. En esa eliminatoria se enfrentaría a Santos Laguna en Torreón, el marcador final sería 2-1 a favor del equipo lagunero.
En el torneo de Leagues Cup 2023, conseguiría también hacer historia, tras terminar líder del grupo encuadrado con Austin F.C. y Juárez, ganando al equipo anfitrión por el marcador de 1-3 y empatando con Juárez 1-1 e imponiéndose desde la tanda de penaltis y accediendo a la siguiente ronda.
En la siguiente eliminatoria en 1/16 final su rival sería Dallas F.C., el marcador final sería 2-1 a favor del equipo de texas.
Inicia el torneo clausura 2024 y en la fecha 14, concluye su relación contractual con el equipo cañonero. Con 35 partidos Ismael y su cuerpo técnico poseen en la actualidad la mayor cantidad de partidos dirigidos en la historia de la institución cañonera, además de ostentar el mayor porcentaje de rendimiento de resultados  en la historia  del club. 
Posee la licencia UEFA Pro y licencia Pro CONMEBOL.

## Títulos y Reconocimientos
- Subcampeón Copa Colombia 2017 con Deportivo Independiente Medellín.
- Campeón etapa 1 liga pro 2021
- Subcampeón de Serie A de Ecuador con Club Sport Emelec en 2021.
- Subcampeón torneo clausura  2024 con The Strongest.

## Clubes

### Como jugador
| Club            | País      | Año       |
| Formativo       | Formativo | Formativo |
| --------------- | --------- | --------- |
| Massamagrell UD | España    | 1992-1995 |
| Profesional     |           |           |
| Levante UD      | España    | 1996-2002 |
| Massamagrell UD | España    | 2002-2003 |
| Torre Levante   | España    | 2003-2010 |

### Como formador
| Club          | País   | Año  |
| ------------- | ------ | ---- |
| Torre Levante | España | 2011 |

### Como entrenador
| Equipo                            | Div.                | Temporada           | Liga | Liga | Liga | Liga | Liga |    | Copa | Copa | Copa | Copa |    | Internacional | Internacional | Internacional | Internacional | Internacional |   | Otros | Otros | Otros | Otros |     | Totales     | Totales | Totales | Totales | Totales | Totales | Totales | Totales | Totales |
| Equipo                            | Div.                | Temporada           | PD   | G    | E    | P    | Pos. | PD | G    | E    | P    | PD   | G  | E             | P             | Pos.          | PD            | G             | E | P     | PD    | G     | E     | P   | Rendimiento | GF      | GC      | Dif.    |         |         |         |         |         |
| --------------------------------- | ------------------- | ------------------- | ---- | ---- | ---- | ---- | ---- | -- | ---- | ---- | ---- | ---- | -- | ------------- | ------------- | ------------- | ------------- | ------------- | - | ----- | ----- | ----- | ----- | --- | ----------- | ------- | ------- | ------- | ------- | ------- | ------- | ------- | ------- |
| Torre Levante · España            | 5.ª                 | 2012-13             | 34   | 22   | 6    | 6    | 1.º  | -  | -    | -    | -    | -    | -  | -             | -             | -             | -             | -             | - | -     | 34    | 22    | 6     | 6   | 70.59%      | 55      | 21      | +34     |         |         |         |         |         |
| Torre Levante · España            | 4.ª                 | 2013-14             | 38   | 10   | 11   | 17   | 16.º | -  | -    | -    | -    | -    | -  | -             | -             | -             | -             | -             | - | -     | 38    | 10    | 11    | 17  | 35.97%      | 37      | 49      | -12     |         |         |         |         |         |
| Torre Levante · España            | 4.ª                 | 2014-15             | 40   | 11   | 18   | 11   | 13.º | -  | -    | -    | -    | -    | -  | -             | -             | -             | -             | -             | - | -     | 40    | 11    | 18    | 11  | 42.5%       | 40      | 42      | -2      |         |         |         |         |         |
| Torre Levante · España            | 4.ª                 | 2015-16             | 38   | 14   | 13   | 11   | 9.º  | -  | -    | -    | -    | -    | -  | -             | -             | -             | -             | -             | - | -     | 38    | 14    | 13    | 11  | 48.24%      | 43      | 35      | +8      |         |         |         |         |         |
| Torre Levante · España            | Total               | Total               | 150  | 57   | 48   | 45   | -    | -  | -    | -    | -    | -    | -  | -             | -             | -             | -             | -             | - | -     | 150   | 57    | 48    | 45  | 48.67%      | 175     | 147     | +28     |         |         |         |         |         |
| Envigado · Colombia               | 1.ª                 | 2016-F              | 20   | 9    | 5    | 6    | 9.º  | 2  | 0    | 1    | 1    | -    | -  | -             | -             | -             | -             | -             | - | -     | 22    | 9     | 6     | 7   | 50%         | 25      | 23      | +2      |         |         |         |         |         |
| Envigado · Colombia               | 1.ª                 | 2017-A              | 20   | 4    | 6    | 10   | 19.º | -  | -    | -    | -    | -    | -  | -             | -             | -             | -             | -             | - | -     | 20    | 4     | 6     | 10  | 30%         | 18      | 26      | -8      |         |         |         |         |         |
| Envigado · Colombia               | 1.ª                 | 2017-F              | 5    | 0    | 2    | 3    | Inc. | 6  | 1    | 2    | 3    | -    | -  | -             | -             | -             | -             | -             | - | -     | 11    | 1     | 4     | 6   | 21.21%      | 7       | 16      | -9      |         |         |         |         |         |
| Envigado · Colombia               | Total               | Total               | 45   | 13   | 13   | 19   | -    | 8  | 1    | 3    | 4    | -    | -  | -             | -             | -             | -             | -             | - | -     | 53    | 14    | 16    | 23  | 36.48%      | 50      | 65      | -15     |         |         |         |         |         |
| Independiente Medellín · Colombia | 1.ª                 | 2018-A              | 23   | 13   | 3    | 7    | 1/2  | -  | -    | -    | -    | 2    | 1  | 0             | 1             | 1.ªF          | -             | -             | - | -     | 25    | 14    | 3     | 8   | 60%         | 39      | 29      | +10     |         |         |         |         |         |
| Independiente Medellín · Colombia | Total               | Total               | 23   | 13   | 3    | 7    | -    | -  | -    | -    | -    | 2    | 1  | 0             | 1             | -             | -             | -             | - | -     | 25    | 14    | 3     | 8   | 60%         | 39      | 29      | +10     |         |         |         |         |         |
| Independiente del Valle · Ecuador | 1.ª                 | 2018                | 22   | 9    | 6    | 7    | 7.º  | -  | -    | -    | -    | -    | -  | -             | -             | -             | -             | -             | - | -     | 22    | 9     | 6     | 7   | 50%         | 31      | 24      | +7      |         |         |         |         |         |
| Independiente del Valle · Ecuador | 1.ª                 | 2019                | 10   | 8    | 1    | 1    | Inc. | -  | -    | -    | -    | 2    | 1  | 0             | 1             | Inc.          | -             | -             | - | -     | 12    | 9     | 1     | 2   | 77.78%      | 16      | 8       | +8      |         |         |         |         |         |
| Independiente del Valle · Ecuador | Total               | Total               | 32   | 17   | 7    | 8    | -    | -  | -    | -    | -    | 2    | 1  | 0             | 1             | -             | -             | -             | - | -     | 34    | 18    | 7     | 9   | 59.8%       | 47      | 32      | +15     |         |         |         |         |         |
| Emelec · Ecuador                  | 1.ª                 | 2019                | 19   | 9    | 3    | 7    | 8.º  | 8  | 5    | 1    | 2    | 3    | 2  | 0             | 1             | 1/8           | -             | -             | - | -     | 30    | 16    | 4     | 10  | 57.77%      | 46      | 29      | +17     |         |         |         |         |         |
| Emelec · Ecuador                  | 1.ª                 | 2020                | 30   | 12   | 8    | 10   | 5.º  | -  | -    | -    | -    | 4    | 3  | 0             | 1             | 2.ªF          | -             | -             | - | -     | 34    | 15    | 8     | 11  | 51.96%      | 55      | 39      | +16     |         |         |         |         |         |
| Emelec · Ecuador                  | 1.ª                 | 2021                | 32   | 19   | 8    | 5    | 2.º  | -  | -    | -    | -    | 8    | 4  | 2             | 2             | FG            | 1             | 0             | 0 | 1     | 41    | 23    | 10    | 8   | 64.23%      | 74      | 45      | +29     |         |         |         |         |         |
| Emelec · Ecuador                  | 1.ª                 | 2022                | 30   | 13   | 9    | 8    | 6.º  | 2  | 1    | 0    | 1    | 8    | 2  | 3             | 3             | 1/8           | -             | -             | - | -     | 40    | 16    | 12    | 12  | 50%         | 65      | 41      | +24     |         |         |         |         |         |
| Emelec · Ecuador                  | Total               | Total               | 111  | 53   | 28   | 30   | -    | 10 | 6    | 1    | 3    | 23   | 11 | 5             | 7             | -             | 1             | 0             | 0 | 1     | 145   | 70    | 34    | 41  | 56.1%       | 240     | 154     | +86     |         |         |         |         |         |
| The Strongest · Bolivia           | 1.ª                 | 2023                | 10   | 7    | 3    | 0    | Inc. | 2  | 1    | 1    | 0    | 3    | 1  | 0             | 2             | Inc.          | -             | -             | - | -     | 15    | 9     | 4     | 2   | 68.89%      | 27      | 13      | +14     |         |         |         |         |         |
| Mazatlán · México                 | 1.ª                 | 2023-A              | 18   | 6    | 4    | 8    | 1/8  | -  | -    | -    | -    | 3    | 1  | 1             | 1             | 1/16          | -             | -             | - | -     | 21    | 7     | 5     | 9   | 41.27%      | 31      | 33      | -2      |         |         |         |         |         |
| Mazatlán · México                 | 1.ª                 | 2024-C              | 14   | 3    | 3    | 8    | Inc. | -  | -    | -    | -    | -    | -  | -             | -             | -             | -             | -             | - | -     | 14    | 3     | 3     | 8   | 28.57%      | 18      | 29      | -11     |         |         |         |         |         |
| Mazatlán · México                 | Total               | Total               | 32   | 9    | 7    | 16   | -    | -  | -    | -    | -    | 3    | 1  | 1             | 1             | -             | -             | -             | - | -     | 35    | 10    | 8     | 17  | 36.19%      | 49      | 62      | -13     |         |         |         |         |         |
| The Strongest · Bolivia           | 1.ª                 | 2024                | 30   | 18   | 6    | 6    | 2.º  | -  | -    | -    | -    | 5    | 3  | 0             | 2             | 1/8           | -             | -             | - | -     | 35    | 21    | 6     | 8   | 65.71%      | 67      | 41      | +26     |         |         |         |         |         |
| The Strongest · Bolivia           | Total               | Total               | 40   | 25   | 9    | 6    | -    | 2  | 1    | 1    | 0    | 8    | 4  | 0             | 4             | -             | -             | -             | - | -     | 50    | 30    | 10    | 10  | 66.67%      | 95      | 55      | +40     |         |         |         |         |         |
| Deportes Tolima · Colombia        | 1.ª                 | 2025-A              | 26   | 12   | 8    | 6    | FG   | -  | -    | -    | -    | 2    | 0  | 0             | 2             | 2ªF           | -             | -             | - | -     | 28    | 12    | 8     | 8   | 52.38%      | 39      | 29      | +10     |         |         |         |         |         |
| Deportes Tolima · Colombia        | Total               | Total               | 26   | 12   | 8    | 6    | -    | -  | -    | -    | -    | 2    | 0  | 0             | 2             | -             | -             | -             | - | -     | 28    | 12    | 8     | 8   | 52.38%      | 39      | 29      | +10     |         |         |         |         |         |
| Barcelona SC · Ecuador            | 1.ª                 | 2025                | 8    | 3    | 3    | 2    | -    | 0  | 0    | 0    | 0    | -    | -  | -             | -             | -             | -             | -             | - | -     | 8     | 3     | 3     | 2   | 50%         | 10      | 9       | +1      |         |         |         |         |         |
| Barcelona SC · Ecuador            | Total               | Total               | 8    | 3    | 3    | 2    | -    | 0  | 0    | 0    | 0    | -    | -  | -             | -             | -             | -             | -             | - | -     | 8     | 3     | 3     | 2   | 50%         | 10      | 9       | +1      |         |         |         |         |         |
| Total en su carrera               | Total en su carrera | Total en su carrera | 467  | 202  | 126  | 139  | -    | 20 | 8    | 5    | 7    | 40   | 18 | 6             | 16            | -             | 1             | 0             | 0 | 1     | 528   | 228   | 137   | 163 | 51.83%      | 744     | 582     | +162    |         |         |         |         |         |
| 1. 2. 3. 4.                       |                     |                     |      |      |      |      |      |    |      |      |      |      |    |               |               |               |               |               |   |       |       |       |       |     |             |         |         |         |         |         |         |         |         |

#### Resumen estadístico
| Competición                                | Partidos | Ganados | Empatados | Perdidos | %      |
| ------------------------------------------ | -------- | ------- | --------- | -------- | ------ |
| Regional Preferente                        | 34       | 22      | 6         | 6        | 70.59% |
| Tercera División de España                 | 116      | 35      | 42        | 39       | 42.24% |
| Categoría Primera A                        | 94       | 38      | 24        | 32       | 48.94% |
| Copa Colombia                              | 8        | 1       | 3         | 4        | 25%    |
| Serie A de Ecuador                         | 151      | 73      | 38        | 40       | 56.73% |
| Copa Ecuador                               | 10       | 6       | 1         | 3        | 63.33% |
| Supercopa de Ecuador                       | 1        | 0       | 0         | 1        | 0%     |
| Primera División de Bolivia                | 40       | 25      | 9         | 6        | 70%    |
| Copa de la División Profesional de Bolivia | 2        | 1       | 1         | 0        | 66.67% |
| Liga MX                                    | 32       | 9       | 7         | 16       | 35.42% |
| Copa Libertadores                          | 20       | 7       | 3         | 10       | 40%    |
| Copa Sudamericana                          | 17       | 10      | 2         | 5        | 62.74% |
| Leagues Cup                                | 3        | 1       | 1         | 1        | 44.44% |
| TOTAL                                      | 528      | 228     | 137       | 163      | 51.83% |